# Уорнер, Фрэнк
Фрэнк Эдвард Уорнер (англ. Frank Edward Warner) (27 марта 1926 — 31 августа 2011) — американский звукомонтажёр, известный по работе над такими фильмами, как «Маленький большой человек» 1970 года, «Шампунь» 1975 года, «Таксист», «На пути к славе» (оба 1976 года), «Близкие контакты третьей степени» 1977 года, «Бешеный бык» 1980 года, «Король комедии» 1982 года, и тремя фильмами франшизы «Рокки».
На 50-й церемонии вручения премии «Оскар», Фрэнк Э. Уорнер получил премию «За особые достижения»; за звуковой монтаж «Близких контактов третьей степени».
Фрэнк Эдвард Уорнер умер 31 августа 2011 года, естественной смертью в городе Седона, штат Аризона, в возрасте 85 лет.

## Фильмография
- The Last Time I Saw Archie (1961)
- Час оружия (1967)
- Охотники за скальпами (1968)
- Ад в Тихом океане (1968)
- Стилет (1969)
- Первый номер (1969)
- Юный-юный Билли (1969)
- Чудик какой-то? (1969)
- Залы гнева (1970)
- Допустим, они объявят войну и никто не придет (1970)
- Гавайцы (1970)
- Меня зовут Мистер Тиббс! (1970)
- Осколки грёз (1970)
- Пушка для Кордоба (1970)
- Маленький большой человек (1970)
- Котч (1971)
- Гарольд и Мод (1971)
- Аванти! (1972)
- Бумажная луна (1973)
- Чайка по имени Джонатан Ливингстон (1973)
- Банда Спайкса (1974)
- Мистер Маджестик (1974)
- Процесс Билли Джека (1974)
- Шампунь (1975)
- Мастер обращения с оружием (1975)
- Перевал Брейкхарт (1975)
- Таксист (1976)
- Ужин с убийством (1976)
- На пути к славе (1976)
- Близкие контакты третьей степени (1977)
- Возвращение домой (1978)
- Направляясь на юг (1978)
- Рокки 2 (1979)
- Будучи там (1979)
- Бешеный бык (1980)
- Второсортные сердца (1981)
- Тайны исповеди (1981)
- Барбароса (1982)
- Рокки 3 (1982)
- Король комедии (1982)
- Ледяной человек (1984)
- Лучший способ защиты (1984)
- Влюблённые (1984)
- Огни святого Эльма (1985)
- Рокки 4 (1985)
- Не в своей тарелке (1986)
- Изо всех сил (1987)
- Роксана (1987)
- Бэби-бум (1987)
- Артур 2: На мели (1988)
- Удачное наследство (1988)
- Стопроцентный американец для всех (1988)